# Heinrich Mützel

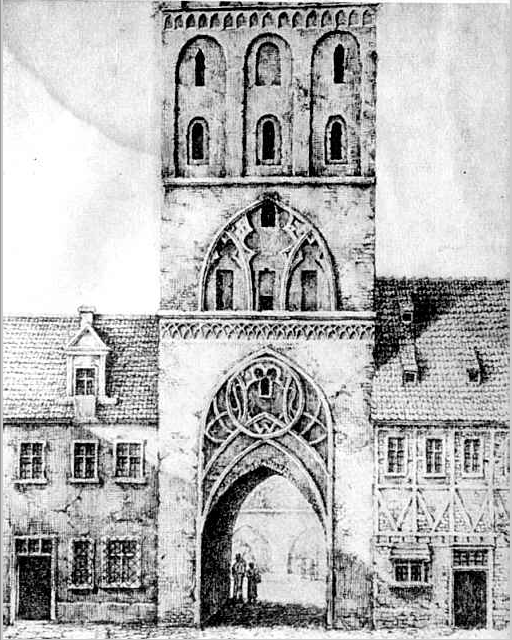
Brama Świdnicka we Wrocławiu, 1824

Heinrich Julius Adolf Mützel (ur. 2 listopada 1797 w Brzegu, zm. 3 marca 1868 w Gnadenfeld) – malarz i grafik niemiecki. Specjalizował się w pejzażach i wizerunkach zwierząt, posługiwał się chętnie techniką litografii.
W 1822 roku rozpoczął naukę we wrocławskiej szkole rzemiosła Königliche Kunst-Bau- und Handwerksschule. Po ukończeniu nauki pracował jako sekretarz założyciela tej szkoły profesora C. Bacha. W tym okresie na zlecenie pracodawcy wykonał zespół około 200 rysunków tuszem przedstawiających zabytki Wrocławia. W 1828 roku wyjechał do Berlina, został członkiem tamtejszego Stowarzyszenia Młodych Artystów, później - Akademii Sztuki. Współpracował m.in. z Karlem F. Schinkelem. 
W jego dorobku znajdują się prace z widokiem Brzegu, litografie z widokami Siedliska oraz widok kościoła św. Elżbiety we Wrocławiu (obie ostatnie prace wydane przez J. Kuhra w Berlinie). 
Odznaczony pruskim Orderem Korony.
Żonaty z Charlotte Luise Pauline Friedrichs (1818–1861), miał z nią syna Gustawa (1839–1893), również malarza i grafika.